# 温琴佐·亚昆塔
温琴佐·亚昆塔（義大利語：Vincenzo Iaquinta，1979年11月21日—），前意大利足球运动员，司职前锋，最後效力意大利班霸祖雲達斯。
伊亞昆達在球會的生涯不算突出。他在2000年加盟烏甸尼斯，之前不過效力一些小型球會。他早於2004年已入選國家隊，曾參加2006年世界杯賽事。該屆他在首場分組賽取得入球，乃訖今唯一在國際賽的入球。其後意大利贏得世界杯，伊亞昆達亦是成員之一。
作为一名衝刺型中锋，伊亞昆達能力相对均衡，能抢点、做球、带球，在國家隊更可客串輔鋒。近年有傳言指他被羅馬、AC米蘭等多間球會斟介，當中亦有海外球會。
至2007年夏季伊亞昆達終於轉會，這次是祖雲達斯。然而，由於查斯古特和迪比亞路這對攻擊組合表現出色，伊亞昆達因而缺少出場機會，伊亞昆達表示考慮離隊。

## 榮譽
意大利
- 2006年世界盃冠軍

## 外部連結
- 伊亞昆達球賽數據 （页面存档备份，存于）